# Dicranum pseudofalcatum
Dicranum pseudofalcatum là một loài Rêu trong họ Dicranaceae. Loài này được Seppelt mô tả khoa học đầu tiên năm 1980.